# 植田辰洋
植田 辰洋（うえだ たつひろ、1924年3月2日 - 2014年4月18日）は機械工学者。東大名誉教授。元日本伝熱学会会長。

## 人物・経歴
岡山県生まれ。1947年東京帝国大学第一工学部機械工学科を卒業。1949年東京大学第一工学部機械工学科大学院修了、東京大学講師。1960年東京大学教授。1983年伝熱学会長。1984年定年退官、工学院大学工学部機械工学科教授。科学技術功労賞、通産大臣表彰など受賞。

## 著作
- 植田, 辰洋『ボイラ : ボイラおよび復水器』朝倉書店、1955年4月。 NCID BN04436841。
- 植田, 辰洋『ボイラ及び蒸気原動機』共立出版〈機械工学講座 19〉、1957年11月。 NCID BA3029110X。
- 石谷, 清幹、柴山, 信三、植田, 辰洋『蒸気原動機』山海堂〈熱機関体系 第8巻〉、1957年2月。 NCID BA50514874。
- 石谷, 清幹、柴山, 信三、植田, 辰洋『蒸気原動機』山海堂〈熱機関体系 第9巻〉、1957年4月。 NCID BA50514874。
- 植田, 辰洋『ボイラ及び蒸気原動機』共立出版〈機械工学講座 2-B, 6-A〉、1957年2月11日。 NCID BN01709733。
- 石谷, 清幹、柴山, 信三、植田, 辰洋『蒸気原動機』（重版）山海堂〈熱機関体系 8,9〉、1957年5月。 NCID BA50514874。
- 石谷, 清幹、柴山, 信三、植田, 辰洋『蒸気原動機』山海堂〈熱機関体系 8,9〉、1961年。 NCID BN0060694X。
- 江草, 龍男、植田, 辰洋『ボイラ編』オーム社 , オーム社書店 (発売)〈機械設計製図演習 2〉、1961年11月。 NCID BN06708374。
- 植田, 辰洋『ボイラおよび蒸気原動機』（第2版改訂版）共立出版〈機械工学講座 19〉、1976年4月。ISBN 4320079329。 NCID BN00628840。
- 江草, 龍男、植田, 辰洋『ボイラ編』（第2版）オーム社 , オーム社書店〈機械設計製図演習 2〉、1976年3月。ISBN 427408423X。 NCID BN0547615X。
- 植田, 辰洋『気液二相流 : 流れと熱伝達』養賢堂、1981年9月。 NCID BN00228660。
- 植田, 辰洋『気液二相流 : 流れと熱伝達』（第2版）養賢堂、1989年3月。 NCID BN04751634。